# Shipley (circonscription du Parlement britannique)
Pour les articles homonymes, voir Shipley.

Shipley dans le West Yorkshire.

La circonscription de Shipley est une circonscription anglaise située dans le West Yorkshire, et représentée à la Chambre des communes du Parlement britannique depuis 2005 par Philip Davies, du Parti conservateur.